# Hipposideros ater
Hipposideros ater (Templeton, 1848) è un pipistrello della famiglia degli Ipposideridi diffuso nel Subcontinente indiano, Indocina, Indonesia, Filippine, Nuova Guinea ed Australia.

## Descrizione

### Dimensioni
Pipistrello di piccole dimensioni, con la lunghezza della testa e del corpo tra 33 e 51 mm, la lunghezza dell'avambraccio tra 38 e 43 mm, la lunghezza della coda tra 27 e 36 mm, la lunghezza del piede tra 7 e 10 mm, la lunghezza delle orecchie tra 17 e 22 mm e un peso fino a 8,5 g.

### Aspetto
La pelliccia è lunga e lanuginosa. Le parti dorsali sono bruno-grigiastre con la base dei peli bianca, mentre le parti ventrali sono bruno-grigiastre chiare. È presente una fase completamente arancione. Gli occhi sono cospicui. Le orecchie sono grandi, arrotondate, con il margine anteriore fortemente convesso e con l'antitrago provvisto di una piega interna. La foglia nasale presenta una porzione anteriore rosata, di dimensioni normali, senza fogliette supplementari, leggermente più larga lateralmente e con il setto tra le narici leggermente rigonfio alla base e più sottile al centro con due alette laterali che coprono parzialmente le narici stesse, una porzione posteriore provvista di tre setti che la dividono in quattro piccole tasche. Le membrane alari sono bruno-nerastre. La coda è lunga e si estende leggermente oltre l'ampio uropatagio. Il primo premolare superiore è situato fuori la linea alveolare.

### Ecolocazione
Emette ultrasuoni ad alto ciclo di lavoro con impulsi a frequenza costante di 154–164 kHz e di breve durata.

## Biologia

### Comportamento
Si rifugia singolarmente o in piccoli gruppi in grotte, tunnel minerari, vecchi edifici abbandonati e talvolta nelle cavità degli alberi. Predilige luoghi bui, caldi ed umidi. Si appendono alle pareti separati l'uno dall'altro. I maschi sono presenti nei vivai. Il volo è lento e manovrato, l'attività predatoria inizia tardi la sera.

### Alimentazione
Si nutre di insetti volanti come falene e piccoli coleotteri catturati in volo sotto la volta forestale o raccolti sopra la vegetazione.

### Riproduzione
Gli accoppiamenti avvengono in aprile, le nascite tra ottobre e dicembre e lo svezzamento a metà gennaio. Danno alla luce un piccolo alla volta.

## Distribuzione e habitat
Questa specie è diffusa in India, Sri Lanka, Indocina meridionale, in Indonesia, nelle Filippine, Nuova Guinea e nell'Australia settentrionale.
Vive nelle foreste pluviali, nelle mangrovie e nei boschi di eucalipto fino a 1.700 metri di altitudine.

## Tassonomia
Sono state riconosciute 7 sottospecie:
- H.a.ater: Stati indiani dell'Andhra Pradesh, Karnataka, Kerala, Madhya Pradesh, Maharashtra, Meghalaya, Orissa e Tamil Nadu, Sri Lanka;
- H.a.amboinensis (Peters, 1871): Ambon;
- H.a.antricola (Peters, 1861): Filippine: Balabac, Bohol, Catanduanes, Cebu, Fuga, Lubang, Luzon, Marinduque, Maripipi, Mindanao, Mindoro, Negros, Palawan, Panay, Sibuyan;
- H.a.aruensis (Gray, 1858): Isole Aru, Nuova Guinea meridionale e nord-occidentale, Nuova Britannia, Kairiru, Woodlark, Nuova Irlanda, Biak-Supiori, Numfor, Yapen; Queensland settentrionale;
- H.a.gilberti (Johnson, 1959): Stati australiani del Territorio del Nord e Australia occidentale; isole di Melville e Bathurst, Arcipelago Buccaneer;
- H.a.nicobarulae (Miller, 1902): Isole Nicobare: Gran Nicobar, Nankowri, Trinkut, Bompuka, Tillanchong, Chowra, Katchal, Pulomilo, Teressa;
- H.a.saevus (Andersen, 1918): Arcipelago di Mergui, Thailandia peninsulare, Penisola malese, Con Son, Ko Tarutao, Tioman, Sumatra, Giava, Bali, Borneo settentrionale, Sulawesi, Peleng, Isole Kai, Buru, Seram, Halmahera, Morotai, probabilmente Isole Sangihe ed Isole Talaud.

La sottospecie H.a.nicobarulae potrebbe essere una forma distinta, mentre gli individui del Tenasserim, nel Myanmar peninsulare, appartengono ad una nuova specie descritta recentemente, H.einnaythu.

## Conservazione
La IUCN Red List, considerato il vasto areale, la tolleranza a diversi tipi di habitat, la popolazione presumibilmente numerosa e la presenza in diverse aree protette, classifica H.ater come specie a rischio minimo (LC).